# Сортиране чрез пряка селекция
В компютърните науки методът на пряката селекция (на английски: Selection sort) е алгоритъм за сортиране. Той е един от фундаменталните методи за сортиране и е прост и лесен на имплементиране.
Алгоритъмът има сложност от Θ(n2), т.е. времето за изпълнението му е пропорционално на квадрата на броя на елементите в масива. Това го прави неефикасен при големи списъци и като цяло работи по-зле от подобния му алгоритъм за сортиране чрез вмъкване (insertion sort). Сортирането чрез пряка селекция впечатлява с простотата си, а също така в дадени ситуации има предимства пред някои сложни алгоритми.

## Принцип на действие
Алгоритъмът работи по следния начин:
1. Намира най-малкия елемент в списъка като сравнява първият елемент с всички останали
2. Разменя го с елемента на първа позиция
3. Повтаря горните две стъпки за всеки следващ елемент

## Пример стъпка по стъпка
Нека имаме масив със следните елементи: 64,25,12,22,11 и искаме да го сортираме във възходящ ред като използваме метода на пряката селекция. На всяка стъпка елементите, които са удебелени биват разменяни.

Първо преминаване:
64 25 12 22 11 {\displaystyle \to } 25 64 12 22 11 
25 64 12 22 11 {\displaystyle \to } 12 64 25 22 11 
12 64 25 22 11 {\displaystyle \to } 12 64 25 22 11 
12 64 25 22 11 {\displaystyle \to } 11 64 25 22 12 
След първото преминаване най-малкият елемент на масива се намира на първа позиция.
Второ преминаване:
11 64 25 22 12 {\displaystyle \to } 11 25 64 22 12 
11 25 64 22 12 {\displaystyle \to } 11 22 64 25 12 
11 22 64 25 12 {\displaystyle \to } 11 12 64 25 22 
Трето преминаване:
11 12 64 25 22 {\displaystyle \to } 11 12 25 64 22 
11 12 25 64 22 {\displaystyle \to } 11 12 22 64 25 
Четвърто преминаване:
11 12 22 64 25 {\displaystyle \to } 11 12 22 25 64 

## Анализ
Методът на пряката селекция не е труден да се анализира в сравнение с други сортиращи алгоритми. За да намерим най-малкият елемент се изисква да сканираме всички n на брой елементи (това отнема n – 1 сравнения) и след това да го разменим с първата позиция. За да намерим следващият най-малък елемент се изисква да сканираме оставащите n – 1 елементи и така нататък. Общият брой сравнения е равен на
(n − 1) + (n − 2) + ... + 2 + 1 = n(n − 1) / 2 = Θ(n2)
според формулата за сбор на аритметична прогресия. Всяко от тези n – 1 преминавания по масива изисква една размяна на елементи (последният елемент е вече на правилното място).

## Сравнение с други алгоритми за сортиране
Методът на прекия избор почти винаги е по-бърз от метода на мехурчето и метода на гнома. Сортирането чрез вмъкване и чрез пряка селекция си приличат по това, че след k-тата итерация първите k елемента на масива са подредени във възходящ ред. Предимството на метода на вмъкването е, че проверява толкова елемента, колкото му е нужно, за да сложи (k + 1)-ия елемент на мястото му, докато методът на пряката селекция трябва да провери всички останали елементи, за да намери (k + 1)-ия елемент.
Сортирането чрез вмъкване прави средно два пъти по-малко сравнения от метода на прекия избор. Недостатък на последния метод е, че работи едно и също време независимо от подредбата на входния масив, дори когато той е предварително сортиран. Сортирането чрез вмъкване е по-адаптивно: то работи бързо, когато масивът е сортиран или почти сортиран.
Върху големи масиви методът на пряката селекция е доста по-бавен от сортирането чрез сливане и други бързи сортировки. Обаче сортирането чрез пряк избор и чрез вмъкване са по-бързи, когато работят върху малки масиви (до десет-двайсет елемента). Затова тези два метода се използват като дъно на някои рекурсивни сортировки, например бързото сортиране (quick sort).

## Варианти
Пирамидалното сортиране (heap sort) значително ускорява метода на пряката селекция с помощта на специална структура от данни, наречена пирамида (heap). Тя позволява намирането и изтриването на следващия най-малък елемент с Θ(log n) стъпки вместо Θ(n).
Двупосочен вариант на метода на пряката селекция, наричан още метод на коктейла (cocktail sort), е алгоритъм, който при всяко преминаване през масива намира едновременно най-малкия и най-големия от останалите елементи. Това намалява броя на преминаванията, но не и броя на сравненията и размените.
Понякога методът на коктейла се смята за двупосочен вариант на метода на мехурчето.
Сортирането чрез пряк избор е устойчива сортировка: при внимателно реализиране то не разменя елементи с равни ключове.

## Пример
| 31 | 34 | 12 | 22 | 11 |

| 11 | 34 | 12 | 22 | 31 |

| 11 | 12 | 34 | 22 | 31 |

| 11 | 12 | 22 | 31 | 34 |

| 11 | 12 | 22 | 31 | 34 |

## Пример на C# за сортиране на числа по метода на прекия избор
```
using
 
System
;

class
 
SelectionSort

{

    
static
 
void
 
Main
()

    
{

        
int
[]
 
array
 
=
 
new
 
int
[]
 
{
 
64
,
 
25
,
 
12
,
 
22
,
 
11
 
};

        
for
 
(
int
 
i
 
=
 
0
;
 
i
 
<
 
array
.
Length
 
–
 
1
;
 
i
++
)

        
{

            
for
 
(
int
 
j
 
=
 
i
 
+
 
1
;
 
j
 
<
 
array
.
Length
;
 
j
++
)

            
{

                
if
 
(
array
[
i
]
 
>
 
array
[
j
])
 
// swap items

                
{

                    
int
 
tmp
 
=
 
array
[
i
];

                    
array
[
i
]
 
=
 
array
[
j
];

                    
array
[
j
]
 
=
 
tmp
;

                
}

            
}

        
}

        
for
 
(
int
 
i
 
=
 
0
;
 
i
 
<
 
array
.
Length
;
 
i
++
)
 
// print sorted array

        
{

            
Console
.
Write
(
array
[
i
]
 
+
 
" "
);

        
}

    
}

}

```

## Пример на C++ за сортиране на числа по метода на прекия избор
```
#include
 
<iostream>

using
 
namespace
 
std
;

int
 
main
()

{

	
int
 
array
[
5
]
 
=
 
{
31
,
 
34
,
 
12
,
 
22
,
 
11
};

	
for
(
int
 
i
=
0
;
 
i
<
5
;
 
++
i
)

	
{

		
int
 
min
 
=
 
i
;

		
for
(
int
 
j
=
i
;
 
j
<
5
;
 
++
j
)

        
{

		    
if
(
array
[
min
]
 
>
 
array
[
j
])

            
{

		        
min
 
=
 
j
;

            
}

        
}

		
swap
(
array
[
min
],
 
array
[
i
]);

	
}

	
for
(
int
 
i
=
0
;
 
i
<
5
;
 
i
++
)

    
{

		
cout
 
<<
 
array
[
i
]
 
<<
 
"
\t
"
;

	
}

	
return
 
0
;

}

```